# Totally Krossed Out
Totally Krossed Out — дебютний студійний альбом американського хіп-хоп дуету Kris Kross. Він був спродюсований і в основному написаний Джермейном Дюпрі та Джо "The Butcher" Ніколо, і випущений 31 березня 1992 року лейблами Ruffhouse Records і Columbia Records. Після розробки музичної концепції для дуету, Дюпрі та Ніколо витратили два роки на написання та продюсування альбому.

## Критичний прийом
У сучасній рецензії для The Village Voice, музичний критик Роберт Крістгау оцінив альбом як "A−" та похвалив Дюпрі за "уникнення дівочих бітів гурту BBD та дитячого ескапізму ABC" у текстах для дуету. Він вважав музику "жвавою" та хорошою для "передлітніх темпів і тембрів Kris Kross". "Jump" була обрана третьою кращою піснею 1992 року в річному опитуванні критиків The Village Voice Pazz & Jop. Крістгау, автор опитування, назвав її кращою піснею року у своєму власному річному списку та також розташував "Warm It Up" на четвертому місці.
У ретроспективній рецензії Стів Хьюї з AllMusic віддав альбому чотири з п'яти зірок і сказав, що Дюпрі "пропонує затягуючу, популярну партію треків, які залишаються досить стійко привабливими (можливо, частково через їх короткість)".

## Комерційний успіх
Totally Krossed Out став великим успіхом для дуету, продавши понад чотири мільйони копій та посівши перше місце в чартах Billboard 200 і Top R&B/Hip-Hop Albums, де він перебував два і шість непослідовних тижнів відповідно. Було випущено чотири сингли, включаючи "Jump" та "Warm It Up", обидва з яких досягли першого місця в чартах Hot Rap Singles, а також "I Missed the Bus" та "It's a Shame". Альбом був сертифікований 4× платиновим американською асоціацією звукозапису RIAA. Для всіх чотирьох синглів були випущені музичні відеокліпи, а також для "The Way of Rhyme", хоча ця пісня і не була випущена як сингл.

## Список треків
Усі пісні написані та спродюсовані Джермейном Дюпрі та Джо "The Butcher" Ніколо, крім вказаного інакше.
1. "Intro Interview" – 0:51
2. "Jump" (Джермейн Дюпрі, Джо "The Butcher" Ніколо, The Corporation, Ohio Players, Roy C, Cypress Hill, Lowell Fulson, Jimmy McCracklin, James Brown, Schoolly D, Naughty by Nature, Herb Rooney) – 3:15
3. "Lil' Boys in da Hood" – 3:05
4. "Warm It Up" – 4:08
5. "The Way of Rhyme" – 2:59
6. "Party" (Джермейн Дюпрі, Джо "The Butcher" Ніколо, George Clinton, Garry Shider, David Spradley) – 4:02
7. "We're in da House" – 0:39
8. "A Real Bad Dream" – 1:58
9. "It's a Shame" – 3:46
10. "Can't Stop the Bum Rush" – 2:57
11. "You Can't Get With This" – 2:24
12. "I Missed the Bus" – 2:59
13. "Outro" – 0:43
14. "Party" (Krossed Mix) – 4:10
15. "Jump" (Extended Mix) – 5:10

## Люди які брали участь у роботі над альбомом
Кредити адаптовані з Allmusic.
| Гленн Барретт – редагування Уолт Басс – фоновий вокал Стейсі Блекмор – фоновий вокал Тоні Доусі – мастеринг Кертіс Дауд, молодший – клавішні Джермейн Дюпрі – аранжування, фоновий вокал, бас, виконавчий продюсер, продюсер, програмування Джо "The Butcher" Ніколо – аранжування, звукорежисер, барабани, бас, перкусія, продюсер, програмування Селдон "Big Wally" Гендерсон – клавішні Джон Ходіан – звукорежисер Френк Хоган – фоновий вокал Шарлін Голлоуей – фоновий вокал Пола Холлоуей – фоновий вокал Дейв Джонсон – фоновий вокал Кріс Келлі – вокал Енді Кравіц – перкусія | Kris Kross – вокал Леді Джі – фоновий вокал Мануель Лекуона – фоновий вокал Роуз Манн – фоновий вокал Джо Ніколо – звукорежисер, виконавчий продюсер, програмування Філ Ніколо – звукорежисер Джим "Jiff" Нінгер – фоновий вокал Джиммі О'Ніл – асистент звукорежисера Джим Саламоне – барабани, клавішні Марк Шульц – фоновий вокал Террі Шелтон – голоси Silk Tymes Leather – фоновий вокал Едді Везер – фоновий вокал X-Man – фоновий вокал |